# نادية مصطفى
نادية مصطفى (27 أكتوبر 1963 -)، مغنية مصرية، بدأت مشوارها الغنائي عام 1982، اشتهرت من خلال أغنية «سلامات» التي حققت نجاحًا آنذاك، وهي متزوجة من المغني السوري أركان فؤاد ولها منة ثلاثة بنات.

## أعمالها

### من أغانيها
- «مسافات»، «بكل لغات العالم»، «جوابات»، «جي ف إيه».
- «الصلح خير» كلمات مصطفى الشندويلي، وألحان حسن نشأت.
- «إلاّ رؤياك»، «لأ ده كتير»، «جمال إسكندرية»، وكلها من ألحان بليغ حمدي.
- «قلت إيه»، «شدّوني عنيك»، وكلاهما من ألحان حلمي بكر.
- «سلامات» لحن طه العجيل.

كما أنها غنت أغاني وطنية مصرية من أجمل الأغاني الوطنية مشاركة مع الفنان مدحت صالح